# بانحسي

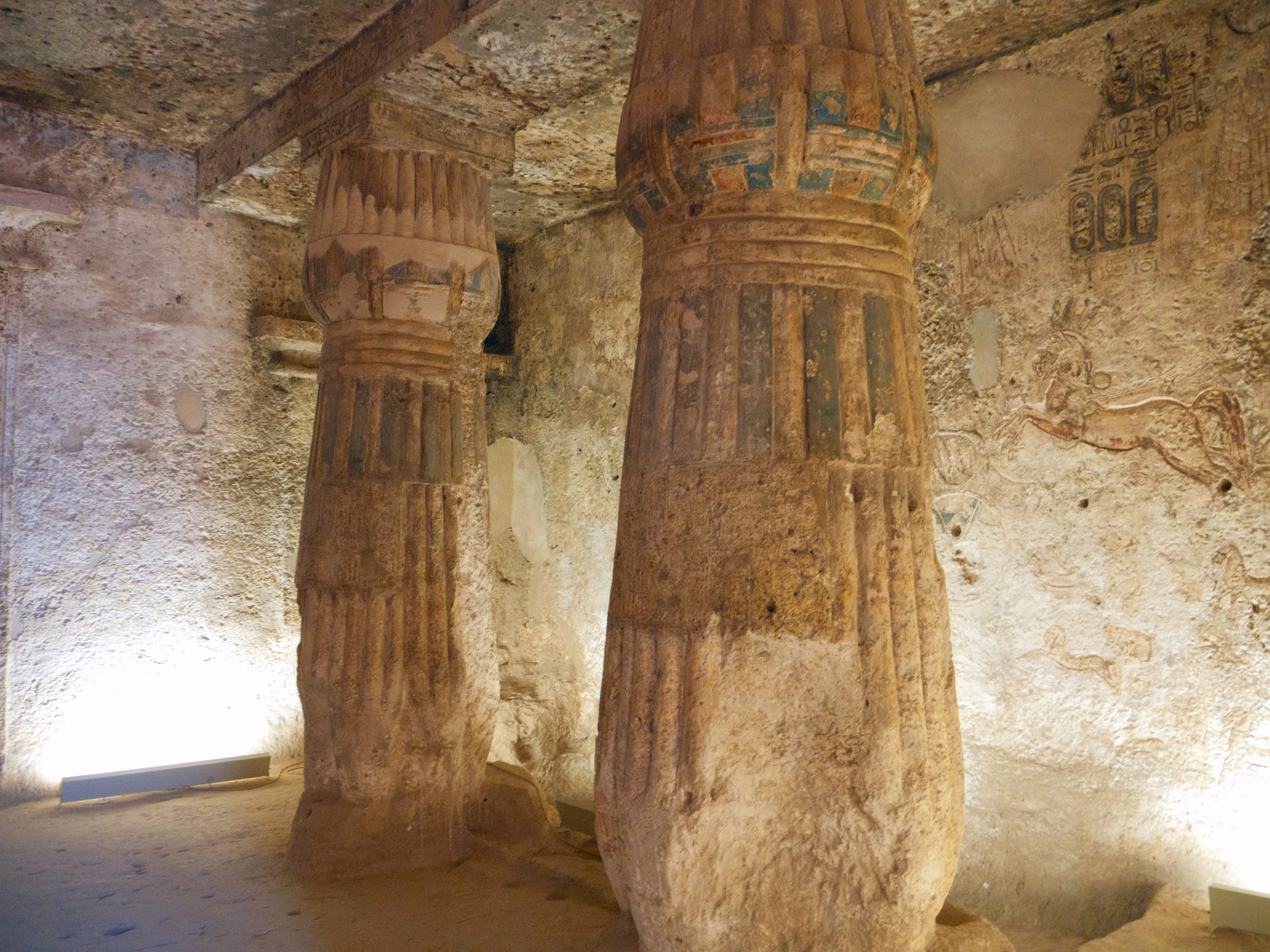
مقبرة بانحسي في تل العمارنة

كان بانحسي (يُنقل أيضًا باسم بنحاسي) أحد النبلاء المصريين الذي حمل ألقاب «خادم آتون في معبد آتون في أخت آتون» («نبي رب الأرضين الثاني»). في عهد الملك المصري أخناتون

## الألقاب
حمل بانحسي العديد من الألقاب التي تظهر مدى قوته خلال حقبة العمارنة. كان «الخادم الرئيسي لآتون في معبد آتون في أخت آتون» و«النبي الثاني لرب الأرضين». كما كان «حامل أختام مصر السفلى».
كان بانحسي أيضًا «المشرف على ماشية آتون في أخت آتون» و«المشرف على مخزن صوامع آتون». تظهر هذه الألقاب أنه كان قوياً للغاية في فترة العمارنة.

## منازل

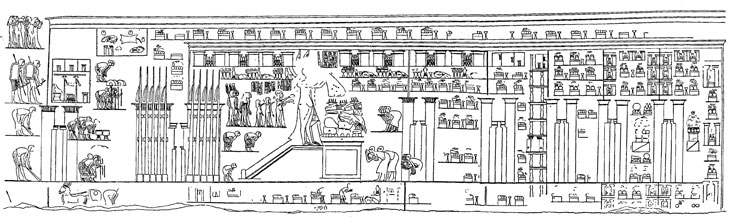
تصوير لمعبد آتون من مقبرة بانحسي

كان لبانحسي منزلين في العمارنة. يقع أحدهما بالقرب من المعبد، بينما يقع الآخر في وسط المدينة. من المحتمل أن يكون المنزل القريب من المعبد عبارة عن مكتب.
يقع المقر الرئيسي لبانحسي (R44.2) في وسط مدينة العمارنة. تم اكتشاف ضريح كبير في مقر إقامته الرئيسي يصور أخناتون ونفرتيتي والأميرة ميريت آتون وهم يقدمون القرابين لآتون. هذا مثال على العبادة المحلية للزوجين الملكيين. كان المصلى الصغير تحت الإحليل تقع داخل القاعة المركزية. إلى الجنوب من منزل بانحسي كانت قرية صغيرة. - أن تكون المساحة الإجمالية التي تحتلها القرية أقل من المساحة التي يشغلها المقر الرئيسي للكاهن. تتكون القرية من حوالي أربعين منزلاً كانت على الأرجح مساكن لموظفي بانحسي. بالقرب من المنزل تم اكتشاف لوحة تصور أمنحتب الثالث والملكة تي.
قد يكون المقر الثاني لبانحسي بالقرب من معبد آتون مرتبطًا بوظيفته كمشرف على الماشية. يشتمل الهيكل على أرضيات حجرية ومديري الطوب وقد يكون بمثابة حظيرة للماشية. وكشفت الحفريات عن بقايا أبقار وقرون وعظام. كانت العظام بقايا ماشية ذُبحت لتقديم القرابين في الهيكل. كانت القاعة المركزية لهذا المنزل تحتوي على ضريح مبني من الحجر تم رسمه ليبدو وكأنه معبد تل العمارنة. كان الهيكل يحتوي على أبواب خشبية ضيقة ومن المحتمل أنه كان يحتوي على تمثال للملك. الضريح الآن في المتحف المصري بالقاهرة.

## القبر
وقد شيد قبر في تل العمارنة بين المقابر الشمالية بين مقابر النبلاء. يحتوي قبر بانحسي (قبر العمارنة 6) على مشاهد له ولعائلته وآخرين تُظهر العائلة المالكة، ولكن لم يتم التعرف على رفاته مطلقًا. عانى القبر من أضرار من تحطيم الأيقونات. تم تشويه صور أخناتون ونفرتيتي، وتم حذف معظم الأسماء.
وفي أوقات لاحقة، تم تحويل قبره إلى مكان عبادة قبطي لبعض الوقت وتعرض لأضرار. تم وضع خط عميق للانغماس التام قبل الحنية.